# Coppola (copricapo)

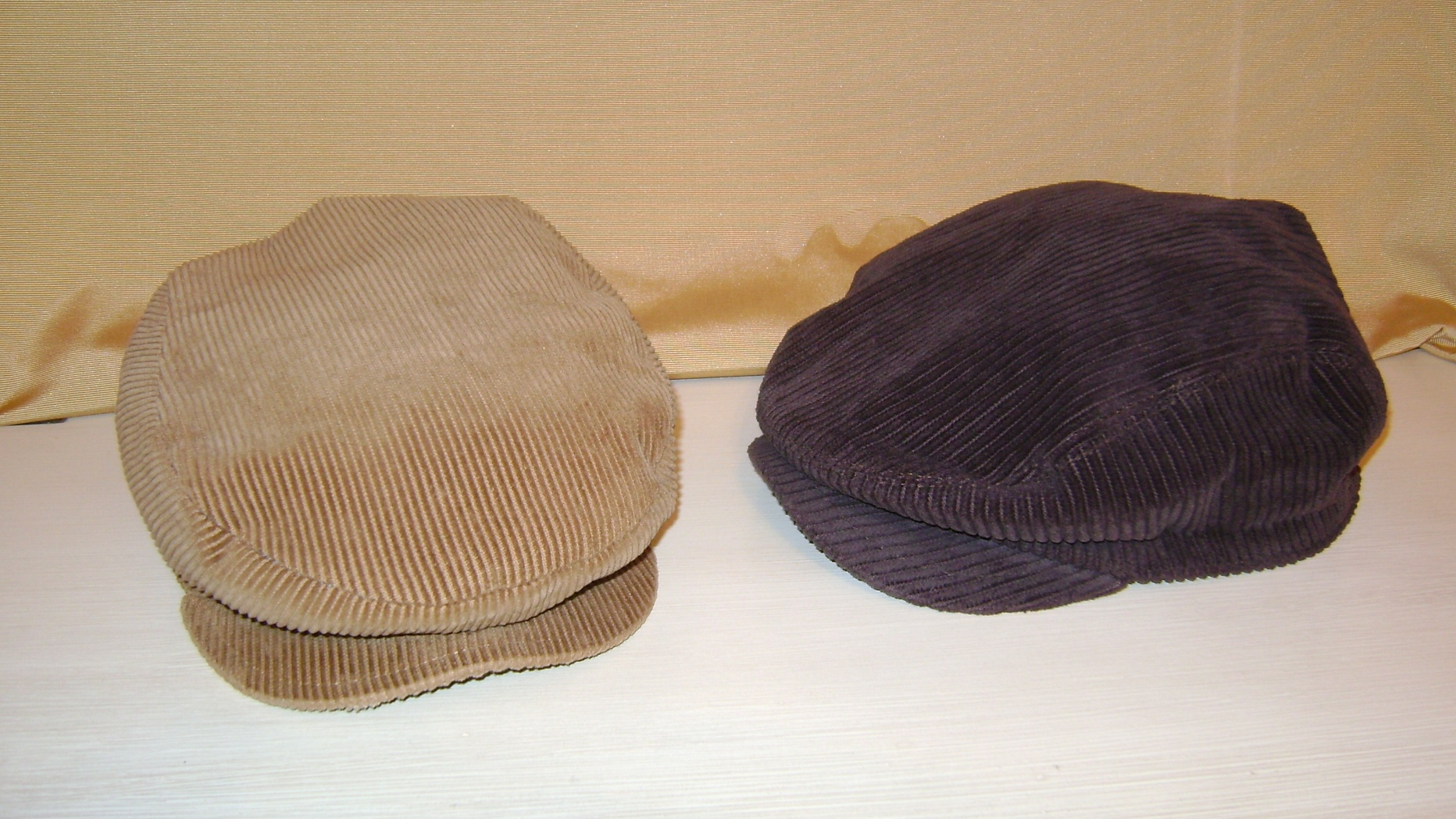
Coppole piatte in velluto a coste

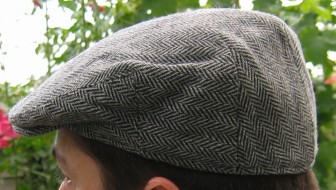
Un flat cap anglosassone

La coppola è un berretto civile dotato di una piccola visiera e di una cupola tendenzialmente piatta o a spicchi, disponibile in diversi modelli e in una vasta varietà di tessuti. Si tratta di un copricapo comune a più culture e paesi, soprattutto - ma non soltanto - del mondo occidentale e in particolare dell'area anglosassone : Regno Unito, Irlanda, Stati Uniti. È noto come flat cap ("berretto piatto"); anche in Italia ne vanta una lunga tradizione, soprattutto in regioni quali la Sicilia, la Calabria, la Campania e la Puglia, dove il berretto è noto come còppula o coppl. Anche in Sardegna e Francia è in uso, ed è chiamato nei paesi francofoni bonette.

## Storia

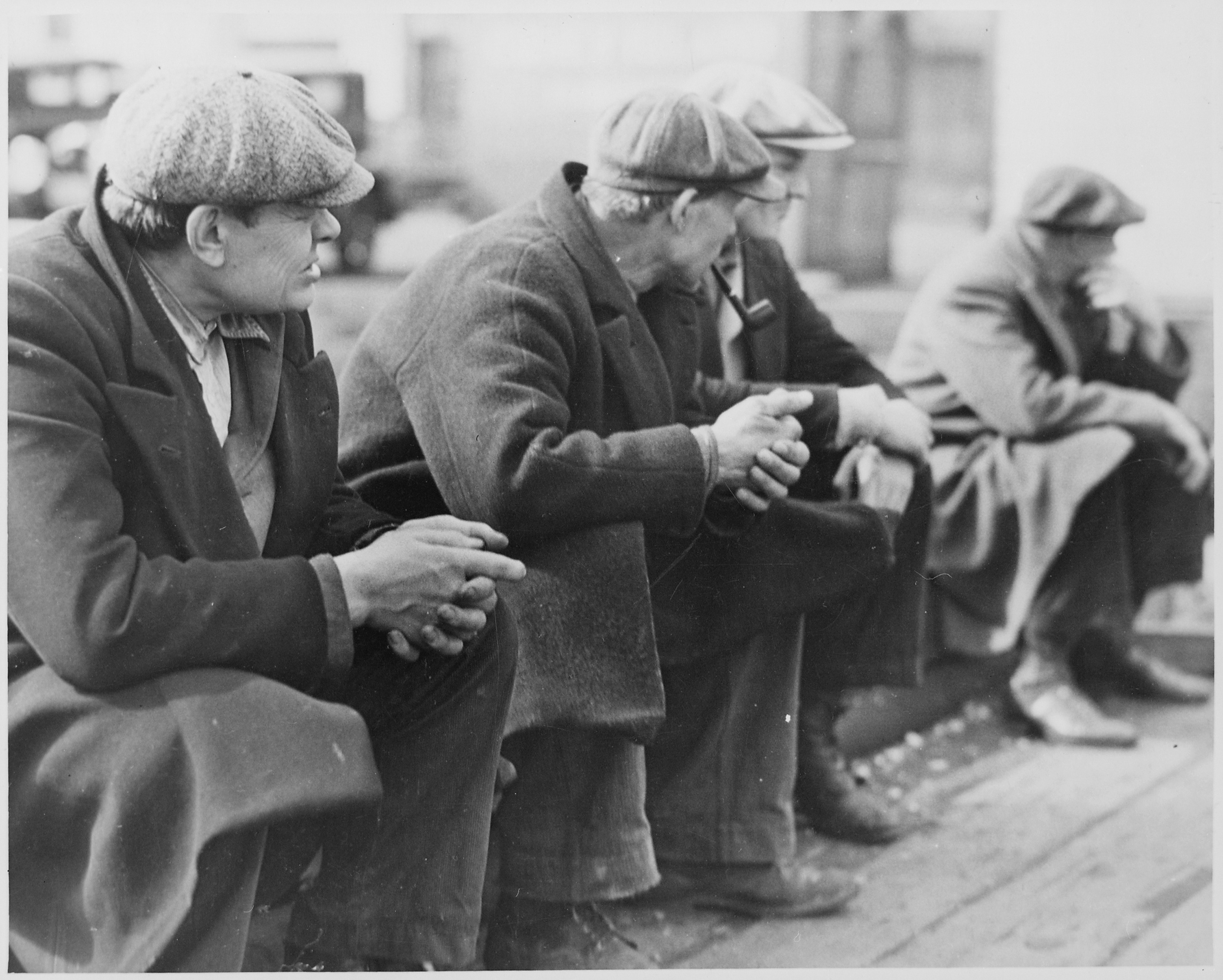
Diffusione della coppola negli Stati Uniti del primo Novecento (New York, 1934)

Nella sua forma attuale pare che la coppola abbia origine in terra anglosassone, dove la tradizione dei berretti civili si riscontra quantomeno dal tardo XVI secolo, durante il regno dei Tudor, quando di domenica e in occasione delle festività tutti i maschi al di sopra dei sei anni - ad eccezione di nobili e persone di alto rango - dovevano indossare dei copricapi di lana prodotti solo ed esclusivamente in Inghilterra: così, infatti, prevedeva un atto del parlamento del 1571, il cui scopo in breve era quello di sostenere la produzione domestica della lana, proteggendola in tal modo dall'importazione di merci estere. A questo genere di copricapi apparteneva il cosiddetto flat cap (letteralmente "berretto piatto"), un tipo di berretto noto inizialmente come bonnet ("cuffia") che si caratterizza innanzitutto per la sua cupola piatta; allo stesso periodo, ad esempio, appartiene anche il Tudor bonnet, una variante del berretto piatto corredata da una falda circolare, oggi in uso soprattutto nell'abbigliamento accademico.
Antesignano secondo alcuni delle coppole moderne,  il flat cap era molto in voga nel Regno Unito e in Irlanda a cavallo fra il XIX e il XX secolo, sia presso le masse popolari (come voleva la tradizione) sia fra gli esponenti dei ceti superiori, che indossavano coppole di fattura più pregiata soprattutto quando si recavano fuori città (ad esempio per motivi di svago, da cui l'espressione inglese golf cap). Dal Vecchio Continente la coppola inglese si diffuse poi anche negli Stati Uniti d'America, dove all'inizio del XX secolo divenne un berretto molto comune fra persone di diversa età e di diversa estrazione sociale, tant'è che, prima dell'avvento dei berretti da baseball, adolescenti e ragazzi americani avevano fatto del flat cap un copricapo ordinario del loro modo di vestire, da indossare fra l'altro anche a scuola.

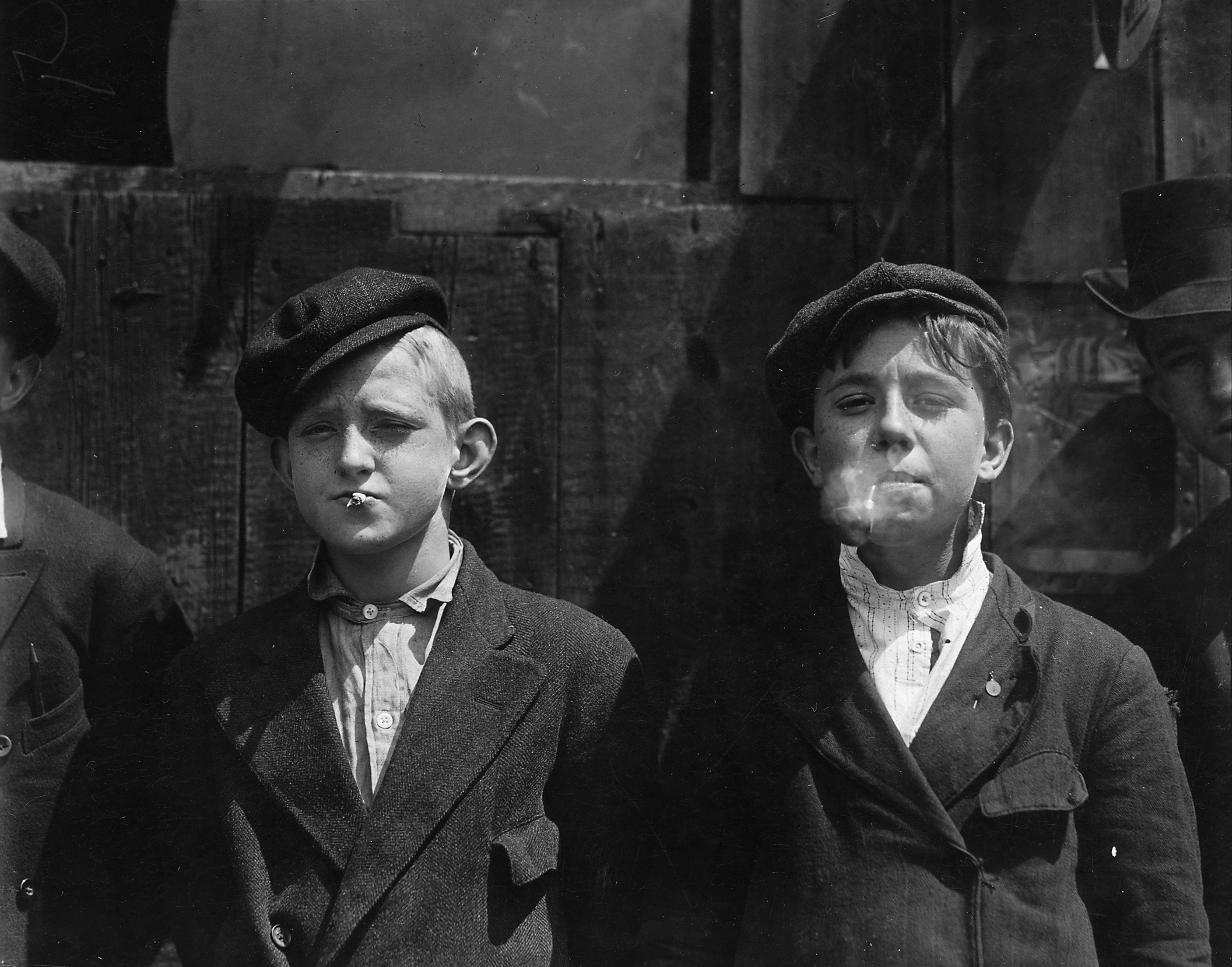
Saint Louis, 1910: strilloni locali sfoggiano il classico newsboy cap o "berretto da strillone"

All'apice della sua fama, la coppola era un berretto molto versatile nel suo utilizzo e veniva indossata in molteplici occasioni, sia in contesto civile sia come capo da lavoro, nonché talvolta anche in ambito sportivo. A titolo d'esempio basti citare la lingua inglese, particolarmente ricca di sinonimi per questo genere di copricapo: dal già menzionato golf cap (evidente riferimento al gioco del golf) a varianti quali driving cap, driver's cap, cabbie cap (in breve "berretto da guida" o "da guidatore", dal vecchio uso degli autisti di decappottabili di indossare la coppola per proteggersi dal vento) o ancora ad allusioni a mestieri come quello del fornaio (baker boy cap) o dello strillone (newsboy cap o newsie cap), oltre a sinonimi di varia natura difficilmente riassumibili in precise categorie (fra i vari Irish cap o "berretto all'irlandese", Gatsby cap o "berretto alla Gatsby", scally cap o "berretto da furfante", "da mascalzone", ecc.).
Ad oggi, comunque, il berretto piatto non è più relegato alla sola cultura anglosassone ma risulta presente in numerosi paesi, benché la sua diffusione sia ormai più circoscritta rispetto a quella di un tempo. La moda vintage, tuttavia, ha rivitalizzato l'immagine della coppola a cavallo fra il XX e il XXI secolo, grazie anche alla popolarità di vari attori, cantanti, sportivi, ecc. che indossano talvolta coppole di diverse fogge, promuovendone così un rilancio sul mercato.

### La coppola in Italia

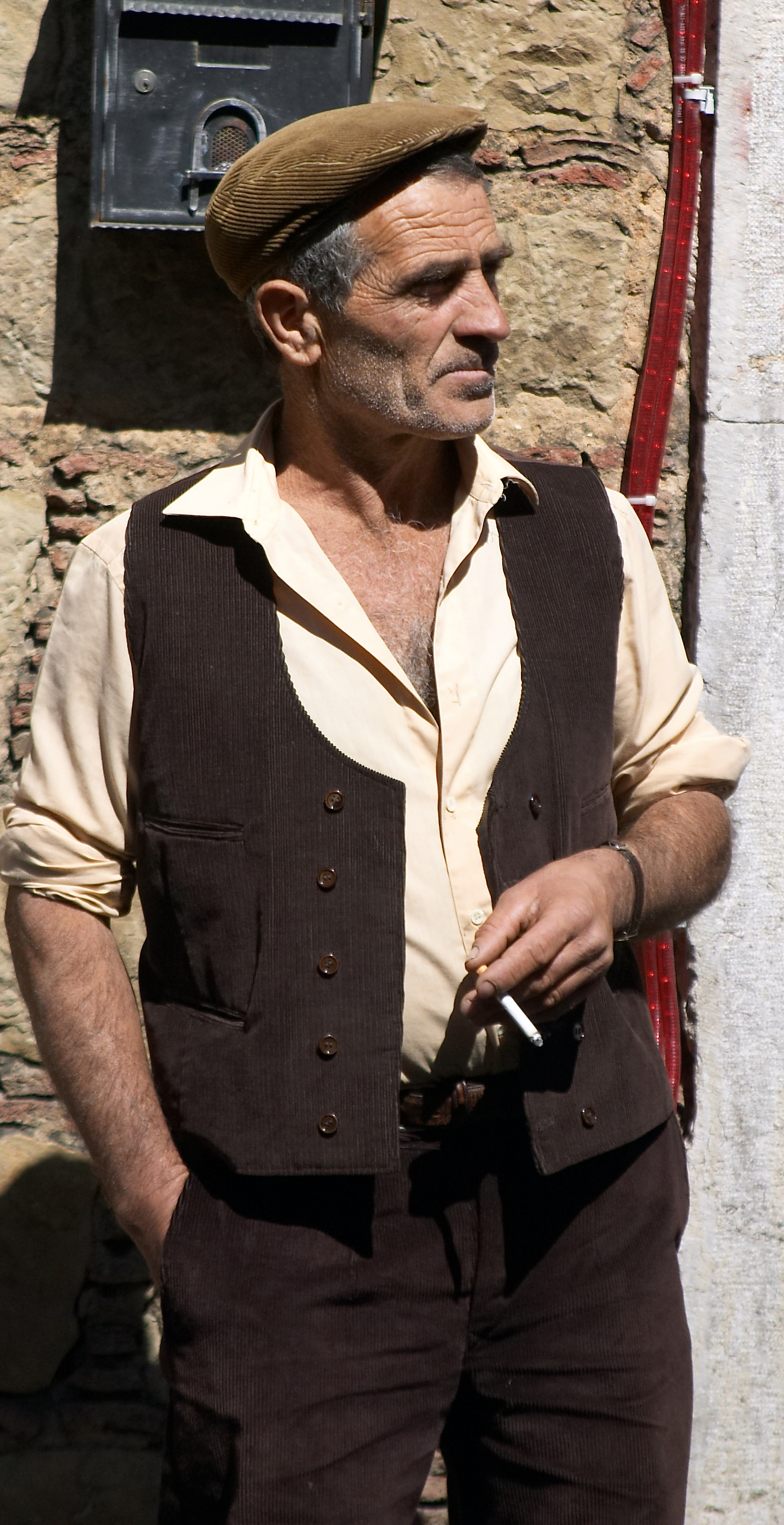
Contadino siciliano in abiti tradizionali e coppola sul capo

In Italia la tradizione della coppola si attesta tra il tardo XIX secolo e la prima metà del XX secolo, quando, secondo alcune fonti, un certo numero di famiglie inglesi si stabilì in Sicilia alla ricerca di investimenti. I forestieri d'oltremanica, com'è naturale che fosse, portarono appresso i loro costumi e i loro capi d'abbigliamento, fra i quali appunto il berretto piatto che, per spirito di emulazione, fu adottato dallo stesso popolo siciliano come parte integrante del suo modo di vestire. Fu in questo periodo che la coppola divenne un caposaldo della cultura siciliana, non un semplice berretto di importazione ma un vero e proprio simbolo di appartenenza alla comunità dell'isola e alle sue tradizioni.
Per quanto plausibile, ad ogni modo, questa ricostruzione storica non è del tutto certa e l'origine inglese rimane dubbia: non si spiega soprattutto l'uso del termine coppola nel corso della storia, una parola che vanta una lunga tradizione nel sud Italia e che risulta in uso già da prima del XIX secolo, come testimoniano alcuni scritti antichi. Nel 1789, per esempio, un vocabolario di dialetto napoletano riporta sia la voce coppola sia il derivato coppolone e descrive il copricapo come una "biretta contadinesca (ndr. berretto da contadino), comune in conseguenza a' villani", senza aggiungere però altri dettagli circa la forma o lo stile del berretto. Allo stesso secolo appartiene anche un canto napoletano, dal titolo  'O cunto 'e Masaniello, che, narrando la storia del celebre Masaniello, allude fra l'altro alla sua coppola rossa, segno che il termine era già noto e di uso comune a livello popolare.

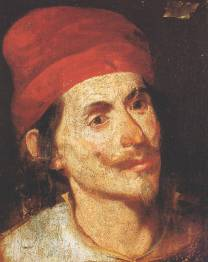
Ritratto di Masaniello con in testa la sua "coppola rossa"

Il caso di Masaniello, nella fattispecie, offre un interessante spunto di riflessione sul concetto della coppola, in particolar modo sulle sue origini più remote, sia in senso storico sia sotto l'aspetto puramente linguistico. Nelle raffigurazioni antiche, in effetti, il famoso ribelle napoletano indossa sempre un copricapo rosso - la cosiddetta coppola rossa del canto settecentesco - ma la forma del berretto non ha nulla a che vedere con le coppole moderne: si tratta, semmai, di una specie di pileo o di berretto frigio, simbolo di libertà in epoca passata, non a caso ripreso anche dalla Francia rivoluzionaria di fine Settecento che ha fatto del bonnet rouge una vera e propria icona nazionale (celebre è l'immagine della Marianne, la personificazione della Repubblica francese, rappresentata appunto con un berretto frigio di colore rosso).
Se il berretto di Masaniello è dunque una coppola, quantomeno nell'accezione primitiva del termine, si può dedurre allora che in tempi antichi il vocabolo coppola fosse semplicemente sinonimo di berretto, nel senso più generico della parola, e non indicasse invece un particolare tipo di copricapo, come avviene oggi. A conferma di ciò si può citare un glossario di fine Ottocento, che mettendo in rapporto i termini berretto, bonnetto e coppola li assimila tutti al medesimo significato:
(Pietro Fanfani, Costantino Arlìa, Lessico dell'infima e corrotta italianità, Milano, editore Paolo Carrara, 1870, p. 69)
Evidente in questo caso la sinonimia fra i tre vocaboli, come anche la distinzione dialettale percepita ancora nel XIX secolo, prima che coppola diventasse una voce panitaliana. Nel Meridione, inizialmente, sembra che il termine nasca da un diminutivo di coppa, nel senso di "sommità, cima (del berretto)", in stretta relazione con la forma convessa della cupola di un copricapo: si noti, per la precisione, che nella sua forma basilare il berretto è costituito essenzialmente da una cupola o corona di varie fogge, "di regola senza tesa, talvolta con una visiera". Curiosa, fra l'altro, l'affinità semantica ed etimologica con il termine cupola, considerando che entrambi derivano dal latino cupa o cuppa (letteralmente "botte, caratello, tazza"); a tal proposito, vale la pena ricordare che la voce cupola era altresì nota come cuppola in passato, una variante che rende ancor più esplicito il rapporto tra cupola e coppola.
In conclusione, dunque, è verosimile - se non di fatto probabile - che la coppola moderna abbia origini anglosassoni (la tradizione di questi paesi ne è una chiara testimonianza) ma è interessante ricordare che il concetto di coppola, nella cultura italiana, è storicamente slegato da quello del berretto piatto e allude semmai a una categoria di copricapi, i berretti civili, in uso di regola presso le massi popolari. A questa categoria appartiene certamente il flat cap d'oltremanica, la cui ampia diffusione in Italia (prima di tutto nel Meridione) gli ha procurato l'epiteto di coppola o berretto per antonomasia.